# Жан-Франсуа Ревель
Жан-Франсуа Реве́ль (19 січня 1924, Марсель — 30 квітня 2006 Париж) — французький есеїст і філософ. Член Французької академії (Крісло № 24).

## Біографія
Жан-Франсуа Рікар народився 19 січня 1924 року в Марселі. Своє прізвище він змінив на Ревель пізніше.
Після відвідування початкової школи й гімназії в Марселі та Ліоні, 1943 року Жан-Франсуа вступив до Вищої нормальної школи в Парижі. У цей час він брав участь у французькому русі опору проти німецької окупації.
Від осені 1947 року до весни 1948 року він працював лектором у Тлемсені, у тодішньому французькому Алжирі. З 1950 року працював викладачем у Французькому інституті в Мехіко, а з 1957 року — у Римі. В цей час він видає перші книги та дописує для різних журналів. З 1966 року Ревель є постійним редактором політичного тижневика L'Express, а від 1978 до 1981 року — його головним редактором.
1971 року Ревель став відомий завдяки своїй книжці «Ні Маркс, ні Ісус» про культурні й політичні наслідки соціальних потрясінь руху 68 року. Інші відомі твори Ревеля: «Тоталітарна спокуса», «Як закінчуються демократії» та «Чернець і філософ» (діалоги з його сином Матьє Рікаром).
1997 року Ревеля обрали членом Французької академії. 1986 року він отримав премію Конрада Аденауера від Фонду Німеччини.
Ревель помер від серцево-судинного захворювання у віці 82 роки в лікарні Кремлен-Бісетр неподалік від Парижа.
Похований на цвинтарі Монпарнас (ділянка № 10).

## Праці
- Pourquoi des philosophes?, 1957
- Pour l'Italie, 1958
- Sur Proust, 1960
- La Cabale des dévots, 1962
- En France. La fin de l'opposition, 1965
- Contrecensures, 1966
- Ni Marx ni Jésus, la nouvelle révolution mondiale est commencée aux Etats-Unis, 1970
- La Tentation totalitaire, 1976
- Histoire de la civilisation culinaire
- La Grâce de l'État, 1981
- Comment les démocraties finissent, 1983
- Le Rejet de l'État, 1984
- Une anthologie de la poésie française, 1984
- Le Terrorisme contre la démocratie, 1987
- La Connaissance inutile, 1988
- L'Absolutisme inefficace, ou Contre le présidentialisme à la française, 1992
- Le Regain démocratique, 1992
- Histoire de la philosophie occidentale, de Thalès à Kant, 1994
- разом з Matthieu Ricard: Le Moine et le Philosophe, 1997
- Mémoires, Le Voleur dans la maison vide, 1997, ISBN 978-2-259-18022-1
- Fin du siècle des ombres, 1999
- La grande parade. Essai sur la survie de l'utopie socialiste, 2000
- L'obsession anti-américaine, 2002

## Переклади українською
- Ревель, Жан-Франсуа. Відживлення демократії: пер. з фр. / Жан-Франсуа Ревель; Пер. Зоя Борисюк.– К. : Критика, 2004.– 560 с.

ISBN 966-7679-44-6